# Relaxdays
Die Relaxdays GmbH ist ein inhabergeführtes deutsches E-Commerce-Unternehmen, welches 2006 in Halle (Saale) gegründet wurde. Das Unternehmen beschäftigt derzeit 600 Mitarbeiter.

## Unternehmen
Die Relaxdays GmbH vertreibt im Online-Handel Produkte aus dem Bereich Haus, Garten und Freizeit. Der Verkauf erfolgt über einen Webshop und Online-Plattformen. Das Produktsortiment umfasste 2021 rund 20.000 verschiedene Produkte. Die Produkte des Online-Händlers werden unter der Eigenmarke „Relaxdays“ produziert und auf dem europäischen Markt verkauft.

## Geschichte
Die Relaxdays GmbH wurde am 24. März 2006 von Martin Menz gegründet und hat ihren Sitz in Halle (Saale). Mit dem Bokoma, einem mehrarmigen Kopfmassagegeräte, begann der Verkauf aus dem Elternhaus von Menz. Anfang 2007 wurde das erste Büro mit einer Lagerfläche von 132 m² bezogen und die ersten Mitarbeiter eingestellt. Das Produktsortiment umfasste rund 50 Wellness-, Massage- und Trendprodukte. Der Vertrieb erfolgte über Online-Plattformen wie EBay.
Seit 2008 wird ein Webshop betrieben. 2009 wurden Büro- und Lagerflächen in Halle bezogen. Dort befinden sich Teile des logistischen Geschäftes und wesentliche Teile der Verwaltung. Die Lagerkapazität wurde mit einer Versandanlage und mit Hochregallagern erweitert. Zeitgleich ging die hausinterne Produktion von Produktfotografien und -videos in Betrieb. Es folgte die Gründung einer Programmier- und Entwicklungsabteilung.
2018 bezog Relaxdays zwei zusätzliche Lagerstandorte in Könnern und in Queis bei Halle sowie 2019 einen Bürostandort in Dresden. In den folgenden zwei Jahren eröffnete der Online-Händler zwei Büro-Standorte in Leipzig. Im Sommer 2021 folgte die Eröffnung des vierten Lagerstandortes in Großkugel. Ende 2021 bezog Relaxadys sein fünftes Logistikzentrum am Standort Schkeuditz. 2022 erfolgte der Umzug der in Dresden ansässigen Mitarbeiter in eine neue Bürostätte.

## Soziales Engagement
Relaxdays beteiligt sich an der Förderung von rund 70 Studenten durch das Deutschlandstipendium. Relaxdays tritt als Förderer des NAO-Teams der HTWK Leipzig auf, das intelligente und autonome Roboter entwickelt.
Relaxdays förderte den Wünschewagen des Arbeiter-Samariter-Bundes und den Sonnenstrahl e.V. in Dresden.
Seit 2018 fördert das Relaxdays den regionalen Amateursportverein Reideburger SV. Seit 2020 übernimmt Relaxdays das Trikot-Sponsoring des Handball-Bundesligisten SC DHfK Leipzig und seit 2021 des DSC Dresden.

## Auszeichnungen
Relaxdays erhielt im Jahr 2009 den Unternehmerpreis „Unternehmen mit Weitblick“ vom „Beschäftigungspakt Jahresringe“. Es folgte der „Gründerpreis“, verliehen von der Industrie- und Handelskammer Halle. 2015 erhielt Relaxdays den Unternehmerpreis „Aura“ vom sachsen-anhaltischen Ministerium für Wissenschaft und Wirtschaft als erstes E-Commerce-Unternehmen aus Halle.